# Flatarissa variegata
Flatarissa variegata är en insektsart som beskrevs av Metcalf och Bruner 1948. Flatarissa variegata ingår i släktet Flatarissa och familjen Flatidae. Inga underarter finns listade i Catalogue of Life.